# Negayan
Negayan là một chi nhện trong họ Anyphaenidae.